# Алексиничский сельсовет
Алексиничский сельсовет — упразднённая административная единица на территории Сенненского района Витебской области Республики Беларусь.

## История
29 апреля 2004 года сельсовет упразднён. Населённые пункты Авсеево, Мацково, Папино включены в состав Коковчинского сельсовета; населённые пункты Адамово, Алексиничи,  Алехново,  Борок, Заслоново, Застодолье, Земковичи,  Каменка,  Кимейка,  Курейшино,  Лесниково, Луг, Папинка, Турьево, Утрилово, Шинково, Шипы - в состав Студёнковского сельсовета.

## Состав
Алексиничский сельсовет включал 20 населённых пунктов:
- Авсеево
- Адамово
- Алексиничи
- Алехново
- Борок
- Заслоново
- Застодолье
- Земковичи
- Каменка
- Кимейка
- Курейшино
- Лесниково
- Луг
- Мацково
- Папинка
- Папино
- Турьево
- Утрилово
- Шинково
- Шипы